# Барбас, Хуан
Хуан Альберто Барбас (исп. Juan Alberto Barbas; род. 23 августа 1959[…], Сан-Мартин, Буэнос-Айрес) — аргентинский футболист и тренер, полузащитник.

## Клубная карьера
Хуан Барбас начинал свою профессиональную футбольную карьеру в 1977 году в аргентинском клубе «Расинг» (Авельянеда). Позднее он выступал за ряд европейских клубов, затем вернулся в Аргентину, где и закончил карьеру игрока в 1997 году.

## Международная карьера
Хуан Барбас попал в состав сборной Аргентины на Чемпионате мира 1982 года. Из 5-и матчей Аргентины на турнире Барбас появлялся в двух. Во втором матче группового турнира против сборной Венгрии он на 51-й минуте матча заменил защитника Альберто Тарантини. Следующий раз он появился уже в стартовом составе в матче второго группового турнира против Бразилии, отыграв все 90 минут.

## Достижения

### Командные
Сьон
- Чемпионат Швейцарии: 1991/92

Сборная Аргентины
- Чемпионат мира среди молодёжных команд: 1979

### Личные
- Лучший легионер чемпионата Испании (2): 1982/83, 1983/84